# Terremoto de Chichi de 1999
El terremoto de Chichi (chino tradicional: 集集大地震; pinyin: jíjí dàdìzhèn), conocido también como el terremoto 921 (chino tradicional: 九二一大地震; 921 earthquake), ocurrió a la 01:47 del 21 de septiembre de 1999, hora local (17:47 GMT del 20 de septiembre), en el centro de la isla de Taiwán, perteneciente a la República de China, y registró una magnitud de 7,3 en la escala de Richter. Su epicentro fue a 23,87° de latitud norte, 120,75° de longitud este, en la ciudad de Chichi (Jiji en la romanización del hanyu) en el condado de Nantou, aproximadamente 12,5 km al oeste del lago Sun Moon. El seísmo tuvo una profundidad de 7,0 km.

## Extensión del daño
Los daños causados por el terremoto (según los datos oficiales de la Agencia Nacional de Bomberos, Ministerio del Interior R.O.C):
- 2.444 muertos (incluyendo 29 desaparecidos).
- 11.305 heridos graves.
- 9,2 mil millones de dólares de daños.
- 51.711 casas completamente destruidas.
- 53.768 casas gravemente dañadas.

El seísmo siguió haciendo temblar Taiwán durante toda la noche. Cuentan anécdotas de una casa no destruida que se deslizó de un condado a otro durante el terremoto, obligando al dueño a mudar su dirección.

## Falla de Chelungpu
El epicentro del sismo fue la ciudad de Jiji. El terremoto 921 ocurrió a lo largo de la línea de falla de Chelungpu en la parte occidental de la isla de Taiwán. La falla se extiende a lo largo de las faldas de las Montañas Centrales en los condados de Nantou y de Taichung. Algunas secciones de tierra cerca de la falla fueron levantadas por 7 metros. Cerca de Dongshih, en la extremidad norte de la falla, fue creada por el terremoto una catarata de 7 metros de altura. En toda la parte centro-occidental de la isla, los puentes fueron destruidos, aislando el tráfico durante semanas.
En Wufeng, un pueblo en el condado meridional de Taichung, el daño fue particularmente devastador; la Escuela Superior Guangfu del pueblo se encontraba directamente encima de la línea de falla y fue gravemente dañada por el sismo. Hoy la escuela es el sitio del Museo del Terremoto 921, parte del Museo Nacional de Ciencias Naturales de Taiwán.